# Strobilanthes stenodon
Strobilanthes stenodon är en akantusväxtart som beskrevs av C. B. Cl.. Strobilanthes stenodon ingår i släktet Strobilanthes och familjen akantusväxter. Inga underarter finns listade i Catalogue of Life.